# Улица Коли Томчака
Улица Ко́ли Томчака́ — улица в Московском районе Санкт-Петербурга. Проходит от Лиговского проспекта до Рощинской улицы.

## История
5 марта 1871 года присвоено имя Волковская улица, по находившейся здесь Волковской ферме, названной так по существовавшему тогда Волкову полю.
Переименована в улицу Коли Томчака 28 октября 1968 года в честь Н. Томчака, одного из руководителей Социалистического союза рабочей молодёжи Московской заставы, командира отряда красноармейцев Московско-Заставского района, принявшего участие в штурме Зимнего дворца в 1917 году.

## Достопримечательности
- УПФР в Московском районе (дом 15)
- Филиал ФГБУ Рослесинфорг Севзаплеспроект (дом 16)
- Петербургская мебельная фабрика
- 1-я Петербургская макаронная фабрика (дом 21)
- ОАО «Завод „Радиоприбор“» (дом 25 и 32)
- Мебельная фабрика «Фокус» (дом 28)